# Pastoraal neolithicum
Het pastoraal neolithicum (Engels: Pastoral Neolithic) verwijst naar de periode in de prehistorie van Afrika die het begin van de voedselproductie op het continent na de Later Stone Age markeerde. In tegenstelling tot het neolithicum in andere delen van de Oude Wereld, waar landbouwsamenlevingen ontstonden, bestond de vroegste vorm van Afrikaanse voedselproductie uit nomadische veeteelt en levenswijzen gericht op het hoeden van vee.
De term wordt meestal gebruikt door archeologen om de vroege pastorale perioden in de Sahara en Oost-Afrika te beschrijven. In de Sahara kwamen in het 6e tot 5e millennium v.Chr. met het Tenerian de eerste veehoeders in het tijdens het Holoceen subpluviaal  relatief vochtige gebied. Toen de graslanden van de Sahara halverwege het Holoceen begonnen uit te drogen, trokken deze herders naar de Nijlvallei en Oost-Afrika.
Tijdens het pastoraal neolithicum in Oost-Afrika (2.500 v.Chr. - 800 n.Chr.) konden archeologen twee herdersgroepen identificeren die naast de jager-verzamelaars van het late Eburrian leefden. Deze staan bekend als het Savanne-pastoraal neolithicum en het Elmenteitan. Het pastoraal neolithicum in Oost-Afrika werd ongeveer tweeduizend jaar geleden gevolgd door de pastorale ijzertijd, waarin landbouw, ijzertechnologie en de Bantoetalen zich in de regio verspreidden. 